# Karakorum
Karakorum (tiếng Mông Cổ Khalkha: Хархорум Kharkhorum, tiếng Trung: 哈拉和林) là thủ đô của Đế chế Mông Cổ (1235-1260), và của nhà Bắc Nguyên (Thế kỷ 14–15). Di tích của nó nằm ở góc tây bắc của tỉnh Övörkhangai (Mông Cổ ngày nay), gần thị trấn Kharkhorin ngày nay, và tiếp giáp với tu viện Erdene Zuu. Chúng là một phần của Di sản Văn hóa Thế giới cảnh quan văn hóa thung lũng Orkhon.

## Lịch sử

### Nền tảng
Thung lũng Orkhon là trung tâm của các đế chế Hung Nô, Göktürk và Uyghur. Đối với người Göktürk, dãy núi Khangai gần đó là địa điểm của Ötüken, và thủ đô Uighur Karabalgasun nằm gần nơi Karakorum sao này được xây dựng lên (hạ lưu sông Orkhon 27 km về phía tây bắc từ Karakorum). Khu vực này có lẽ cũng là một trong những khu vực canh tác lâu đời nhất ở Mông Cổ.
Trong 1218-1219, Thành Cát Tư Hãn tập hợp quân của mình cho chiến dịch chống lại Đế quốc Khwarezm ở một nơi gọi là Karakorum,, nhưng nền tảng thực tế của một thành phố thường được cho là đã xuất hiện chỉ trong 1220. Cho đến 1235, Karakorum dường như có được nhiều hơn một thị trấn yurt; chỉ sau đó, sau sự thất bại của nhà Kim, người kế thừa Thành Cát Tư Hãn là Oa Khoát Đài dựng lên các bức tường xung quanh khu vực và xây dựng một cung điện cố định.
Oa Khoát Đài đã đưa ra chỉ dụ xây dựng Tumen Amgalan Ord (Cung điện Hòa bình Myriad, Vạn An Cung trong tiếng Trung) vào năm 1235 năm sau khi ông đánh bại nhà Kim. Nó đã được hoàn thành trong một năm. 

### Thịnh vượng
Dưới thời Oa Khoát Đài và những người kế nhiệm ông, Karakorum trở thành một địa điểm chính cho chính trị thế giới. Mông Kha đã mở rộng khu vực, và ngôi đền stupa lớn được hoàn thành. Họ cho thợ kim hoàn Paris, Guillaume Bouchier, thiết kế Cây bạc Karakorum cho trung tâm thành phố. Một cây lớn được điêu khắc bằng bạc và các kim loại quý khác mọc lên từ giữa sân và thấp thoáng trên cung điện, với các nhánh của cây được kéo dài vào tòa nhà. Quả bạc treo trên tứ chi và nó có bốn con rắn vàng bện quanh thân cây, trong khi trên ngọn cây được đặt một thiên thần kèn, tất cả như automata biểu diễn cho niềm vui của hoàng đế. Khi khan muốn triệu tập đồ uống cho khách của mình, thiên thần cơ khí đưa kèn lên môi và bấm còi, sau đó miệng của con rắn bắt đầu phun ra một vòi nước uống có cồn vào bồn bạc lớn được bố trí ở gốc cây. 